# Рівердейл (сезон 6)
Шостий сезон американського телесеріалу «Рівердейл» є  продовженням подій п'ятого сезону. Прем'єра першої серії відбулась 16 листопада  2021. Телесеріал трансльований каналом The CW.